# Georges Roes
Pour les articles homonymes, voir Roes.
Georges Charles Roes, né le 3 mars 1889 à Tarbes et mort le 14 mai 1945 à Levallois-Perret, est un tireur sportif français, deux fois médaillé d'argent aux Jeux olympiques.

## Carrière
Georges Roes, membre du Cercle des Carabiniers de Paris, participe à deux éditions des Jeux olympiques d'été.
Aux Jeux olympiques de 1920 se tenant à Anvers, il remporte la médaille d'argent dans l'épreuve de rifle libre, couché à 300 m par équipes. En 1924 à Paris, il remporte la médaille d'argent dans l'épreuve de rifle libre par équipes.